# Погорєлов Олексій Васильович
Олексі́й Васи́льович Погорє́лов (3 березня 1919, Короча — 17 грудня 2002) — радянський український математик, академік АН УРСР (1961), академік АН СРСР (1976), заслужений діяч науки і техніки України, почесний громадянин міста Харкова, лауреат Сталінської премії (1950), Міжнародної премії імені Лобачевського (1959), Ленінської премії (1962), Державної премії УРСР (1973), Премії АН УРСР імені Крилова (1988), премії НАН України імені Боголюбова (1998), Державна премія України (2005) . Депутат Верховної Ради УРСР 8—10-го скликань. Спеціаліст в області опуклої і диференціальної геометрії, нелінійних рівнянь з частинними похідними, засновник нелінійної геометричної теорії оболонок, автор оригінального шкільного підручника з геометрії і університетських підручників з аналітичної геометрії, диференціальної геометрії, основ геометрії.

## Біографія
Народився 3 березня 1919 р. у с. Короча (нині Бєлгородська область) в селянській родині. У зв'язку з колективізацією в 1931 році батьки О. В. Погорєлова змушені були втекти з села до Харкова, де батько влаштувався працювати на будівництві Харківського тракторного заводу. У 1935 році О. В. Погорєлов стає переможцем математичної олімпіади, яку проводив Харківський університет. Закінчивши середню школу, в тому ж 1937 році вступив на математичне відділення фізико-математичного факультету Харківського державного університету, був кращим студентом відділення.
У 1941 році був направлений вчитися на 11-місячні курси у Військово-повітряній інженерній академії імені М. Є. Жуковського. Після перемоги в битві під Москвою навчання продовжили на повний термін. Під час навчання періодично на кілька місяців відправляли на фронт в якості техніка з обслуговування літаків. Після закінчення академії був направлений на роботу інженером-конструктором в ЦАГІ імені М. Є. Жуковського.
Бажання завершити університетську освіту і серйозно зайнятися геометрією призводить О. В. Погорєлова до Московського університету. За рекомендацією декана мехмату І. Г. Петровського і відомого геометра В. Ф. Кагана Олексій Васильович знайомиться з О. Д. Александровим — засновником теорії нерегулярних опуклих поверхонь. В цій теорії виникло багато нових математичних проблем. Одну з них Олександр Данилович поставив О. В. Погорєлову. За рік вона була вирішена і О. В. Погорєлов вступив в заочну аспірантуру механіко-математичного факультету МДУ до Н. В. Єфімова по тематиці А. Д. Александрова.
Після захисту кандидатської дисертації в 1947 році, був демобілізований і переїхав до Харкова, де почав працювати в НДІ математики і механіки при Харківському державному університеті та викладати на кафедрі геометрії.
У 1948 році захистив докторську дисертацію. У 1951 році був обраний член-кореспондентом АН України, в 1960 році обраний член-кореспондентом АН СРСР по відділенню фізико-математичних наук. З 1961 року — академік АН України, з 1976 року — академік АН СРСР по відділенню математики.
З 1950 року по 1960 рік — завідувач кафедри геометрії Харківського державного університету імені Горького. З 1960 року по 2000 рік завідував відділом геометрії Фізико-технічного інституту низьких температур АН УРСР.
У 1978—1981 роках — голова Харківського наукового центру АН Української РСР.
Депутат Верховної Ради УРСР 8—10-го скликань.
З 2000 року жив у Москві, працював у Математичному інституті ім. В. А. Стєклова РАН.
Помер 17 грудня 2002 року. Похований у Москві на Миколо-Архангельскому кладовищі.

## Наукова діяльність
На початок XX століття вже були розвинені методи для вирішення задач геометрії, що стосувалися локальних властивостей гладких (регулярних) поверхонь. До 30-х років були розвинені методи для вирішення проблем, що стосувалися вже геометрії «в цілому», коли мова йшла про глобальні властивості гладких поверхонь. Ці методи в основному були пов'язані з теорією диференціальних рівнянь в частинних похідних. Але математики були безсилі, коли стикалися з нерегулярними поверхнями, тобто, які мали конічні або ребристі точки, та коли внутрішня геометрія поверхні задавалася не регулярною позитивно визначеною квадратичною формою, а була просто метричним простором досить загального вигляду.
Прорив в дослідженні загальних нерегулярних метрик і нерегулярних поверхонь зробив видатний геометр О. Д. Александров. Він побудував теорію спеціальних метричних просторів, що наразі називаються просторами невід'ємної кривини по Александрову; як окремий випадок, в цю теорію входила і внутрішня геометрія загальних опуклих поверхонь (за визначенням, опукла поверхня є областю на межі довільного опуклого тіла). О. Д. Александров почав вивчати зв'язки між внутрішньою і зовнішньою геометрією нерегулярних опуклих поверхонь. Ним було доведено, що будь-яка метрика невід'ємної кривини, задана на двовимірній сфері (в тому числі — і нерегулярна метрика, задана як метричний простір з внутрішньою метрикою) ізометрично занурюється в тривимірний евклідів простір у вигляді замкнутої опуклої поверхні. Але залишались невідомими відповіді на наступні принципові питання:
1. Чи буде згадане ізометричне занурення єдиним з точністю до руху в охопному просторі?
2. Якщо метрика, задана на сфері, є регулярною метрикою додатної гаусової кривини, то чи буде опукла поверхня, на якій реалізується ця метрика, регулярною?
3. Г. Мінковський довів теорему про існування замкнутої опуклої гіперповерхні, у якої гаусова кривина задана як функція нормалі, за деяких досить природних додаткових умов на цю функцію. Та чи буде регулярною згадана поверхня, якщо наперед задана функція кривини є регулярною?

Після вирішення цих проблем теорія, створена О. Д. Александровим, здобула б повноцінне громадянство в математичній державі і її можна було б застосовувати як в нерегулярному, так і в класичному регулярному випадку. І позитивну відповідь на ці три питання були отримані О. В. Погорєловим. Використовуючи апарат синтетичної геометрії, він розвинув оригінальні геометричні методи отримання апріорних оцінок для розв'язків рівнянь Монжа-Ампера. З одного боку, він використовує вказані рівняння для вирішення геометричних завдань, а з іншого боку він будує, виходячи з геометричних міркувань, поняття узагальненого развязку рівняння Монжа-Ампера, а потім доводить регулярність узагальнених розв'язків за умови регулярності правої частини рівняння. Фактично в цих піонерських роботах О. В. Погорєлова була закладена основа геометричного аналізу. На цьому шляху він отримав наступні фундаментальні результати:
1. Нехай F1 та F2 — дві замкнені опуклі ізометричні поверхні в тривимірному евклідовому або сферичному просторі. Тоді поверхні збігаються одна з одною з точністю до руху в обхопному просторі.
2. Замкнута опукла поверхня в тривимірному просторі сталої кривини є жорсткою, тобто дозволяє лише тривіальні нескінченно малі згинання, поза пласкими областями на поверхні.
3. Якщо метрика опуклої поверхні в тривимірному просторі сталої кривини К* є регулярною класу Ск, k≥2, а гаусова кривина поверхні К>К*, то поверхня є регулярною класу Ск-1,α.

Для областей на опуклих поверхнях твердження 1) та 2) не є правильними, це підкреслює суттєву відмінність між локальними та глобальними властивостями поверхонь.
Підкреслимо, що доведенням твердження 1) О. В. Погорєлов завершив вирішення проблеми однозначної визначеності замкнутих опуклих поверхонь, що залишалась відкритою понад століття. Перший результат в цьому напрямку було отримано О. Коші для замкнутих опуклих багатогранників ще у 1813 році. Нагадаємо, що дві поверхні називаються ізометричними, якщо існує відображення однієї поверхні на іншу, при якому довжини відповідних при відображенні кривих на поверхнях збігаються.
Доведені О. В. Погорєловим теореми заклали основу створеної ним нелінійної теорії тонких пружних оболонок. В цій теорії розглядаються такі пружні стани оболонки, які відрізняються від початкового стану досить значними змінами у зовнішній формі. Вважається, що при таких деформаціях серединна поверхня тонкої оболонки піддається згинанню, тобто деформується зі збереженням внутрішньої метрики. Саме це геометричне припущення і дає можливість досліджувати втрати стійкості і закритичний пружний стан опуклих оболонок під дією заданого навантаження, використовуючи доведені О. В. Погорєловим теореми для опуклих поверхонь. Зауважимо, що подібні оболонки є одними з найбільш поширених елементів сучасних конструкцій і знаходять численні різноманітні застосування в техніці.
Наведені вище результати 1) та 2) були узагальнені на випадок регулярних поверхонь в ріманових просторах. Крім того, була вирішена проблема Вейля для ріманових просторів: було доведено, що задана на двомірній сфері регулярна метрика, чия гаусова кривина перевищує деяку константу К*, може бути ізометрично занурена у повний тривимірний ріманів простір кривини менше К* у вигляді регулярної поверхні.
Вивчаючи методи доведення цієї теореми, лауреат премії Абеля М. Громов ввів поняття псевдоголоморфних кривих, що є одним з основних інструментів в області симплектичної геометрії.
Замкнута опукла гіперповерхня багатомірного евклідового простору однозначно визначається не лише внутрішньою метрикою, а й своєю гаусовою кривиною як функцією нормалі поверхні, при цьому однозначність визначеності гіперповерхні розуміється з точністю до паралельного переносу в обхопному просторі. Відповідні твердження були доведені в працях Г. Мінковського. Але чи буде гіперповерхня регулярною за умови, що гаусова кривина K(n) є регулярною функцією нормалі? О. В. Погорєловим було доведено, що якщо додатна функція K(n) належить класу регулярності Сk, k≥3, то її опорна функція буде регулярною класу Сk+1,v, 0<v<1.
Найважча і найсуттєвіша частина доведення теореми стосувалася отримання апріорних оцінок для похідних опорної функції гіперповерхні, до третього порядку включно. Розроблений О. В. Погорєловим метод знаходження таких оцінок був пізніше застосований С. Т. Яо для отримання апріорних оцінок розв'язків комплексного рівняння Монжа-Ампера. Це було головним етапом у доведенні існування многовидів Калабі-Яо, що відіграють важливу роль в теоретичній фізиці. Рівняння Монжа-Ампера має вигляд
{\displaystyle \det(z_{ij})=f(x_{1},\dots ,x_{n},z,z_{1},\dots ,z_{n}).}
Апріорні оцінки в проблемі Мінковського є фактично апріорними оцінками для розв'язків рівняння Монжа-Ампера з правою частиною
{\displaystyle f={\frac {1}{K(1+x_{1}^{2}+\cdots +x_{n}^{2})^{{\frac {n}{2}}+1}}}.}
На той час не було ефективних аналітичних підходів до вивчення цього нелінійного диференціального рівняння. О. В. Погорєлов створив теорію рівняння Монжа-Ампера геометричними методами. Спочатку, ідучи від багатогранників, він довів існування узагальнених розв'язків за деяких природних умов щодо правої частини рівняння. Потім для регулярних розв'язків знайшов апріорні оцінки на похідні до третього порядку включно. І, використовуючи апріорні оцінки, довів регулярність строго опуклих узагальнених розв'язків, довів існування та регулярність розв'язків відповідної задачі Діріхле. Наголосимо, що рівняння Монжа-Ампера відіграє важливу роль в багатьох різноманітних галузях математики та її застосуваннях, зокрема – у конформній, афінній, келеровій геометрії, в транспортній задачі Монжа-Канторовича, в метеорології, газовій динаміці, геометричній оптиці та інших.
Одного разу О. В. Погорєлов сказав про рівняння Монжа-Ампера: «Це велике рівняння, яким я мав честь займатися».
Одним з найбільш концептуально насичених напрямків досліджень О. В. Погорєлова був цикл його робіт стосовно гладких поверхонь обмеженої зовнішньої кривини.
О. Д. Александров створив теорію загальних метричних просторів, що природним чином узагальнюють ріманові многовиди. Зокрема, він увів у розгляд клас двомірних многовидів обмеженої кривини. Вони повністю вичерпують собою клас усіх метризовних двомірних многовидів, що в околі кожної точки дозволяють рівномірне наближення рімановими метриками, у яких абсолютні інтегральні кривини (інтеграл від модуля гаусової кривини) обмежені в сукупності.
Природно, виникло питання стосовно виокремлення класу поверхонь в тримірному евклідовому просторі, що несуть таку метрику зі збереженням зв'язків між внутрішньою та зовнішньою геометрією поверхні. Частково відповідаючи на це питання, О. В. Погорєлов увів у розгляд клас С1-гладких поверхонь, що задовольняють умові обмеженості площі сферичного зображення з урахуванням кратності накриття в деякому околі кожної точки поверхні. Ці поверхні було названо поверхнями обмеженої зовнішньої кривини.
Для таких поверхонь зберігаються тісні зв'язки між внутрішньою геометрією поверхні та її зовнішньою формою: наприклад, повна поверхня обмеженої зовнішньої кривини з невід'ємною (не рівною нулю) внутрішньою кривиною є або замкнутою опуклою поверхнею, або нескінченою опуклою поверхнею: аналогічно, повна поверхня обмеженої зовнішньої кривини з нульовою внутрішньою кривиною є циліндром.
Перша праця О. В. Погорєлова стосовно поверхонь обмеженої зовнішньої кривини була надрукована у 1953 році. А вже в 1954 році Дж. Нешем були отримані та опубліковані результати щодо С1-гладких ізометричних занурень, які були покращені Н. Кейпером у 1955 році. З цих праць витікало, що ріманова метрика, задана на двомірному многовиді, за доволі загальних припущень, дозволяє реалізацію на гладкій класу С1 поверхні тривимірного евклідового простору. Більш того, ця реалізація здійснюється настільки ж вільно, як і топологічне занурення в обхопний простір того многовиду, на якому задано ріманову метрику.
Завдяки цім результатам стало чітко зрозуміло, що для поверхонь класу С1, навіть з гарною внутрішньою метрикою, неможливо зберегти зв'язки між внутрішньо- та зовнішньо-геометричними характеристиками. Наприклад, якщо поверхня класу С1 має регулярну метрику додатної гаусової кривини, вона не обов'язково повинна бути локально опуклою поверхнею.
Все це підкреслює природність класу поверхонь обмеженої зовнішньої кривини, введеного в розгляд О. В. Погорєловим.
Нарешті, О. В. Погорєловим була вирішена IV проблема Гільберта, сформульована ним у 1900 році на II Міжнародному конгресі математиків у Парижі. Він знайшов усі, з точністю до ізоморфізмів, реалізації систем аксіом класичних геометрій (Евкліда, Лобачевського/гіперболічної та Рімана/еліптичної), якщо з них виключити аксіоми конгруентності, що стосуються поняття кута, та додати аксіому «нерівності трикутника».
Крім того, О. В. Погорєлов одним з перших запропонував у 1970 році ідею конструкції кріотурбогенератора з надпровідною обмоткою збудження і взяв активну участь в розрахунках та технічних розробках відповідних промислових зразків.

## Нагороди
- Сталінська премія другого ступеня (1950) — за праці з теорії опуклих поверхонь, викладені в статті «Однозначна визначеність опуклих поверхонь» та в серії статей, опублікованих в журналі «Доповіді Академії наук СРСР» у 1948—1949 рр.
- Ленінська премія (1962) — за дослідження з геометрії «в цілому»
- Премія імені М. І. Лобачевського (1959) — за роботу «Деякі питання в цілому в рімановому просторі»
- Премія імені М. М. Крилова АН УРСР (1988) — за цикл робіт «Багатовимірне рівняння Монжа — Ампера»
- Державна премія УРСР (1973) — за цикл робіт «Багатовимірна проблема Мінковського та її узагальнення»
- Премія НАН України ім. М. М. Боголюбова (1998)
- Державна премія України (2005) — за цикл монографій «Геометрія і топологія скінченновимірних, нескінченновимірних многовидів і підмноговидів»[7]
- Два ордени Леніна
- Орден Трудового Червоного Прапора
- Орден Вітчизняної війни II ступеня (06.04.1985)
- Заслужений діяч науки і техніки України (1994) [6]
- Орден «За заслуги» III ступеня (1999) [6]
- Почесний громадянин м. Харкова (2001)
- Почесний доктор ХНУ ім. В. Н. Каразіна (2000)

## Вибрана бібліографія
1. Погорелов А. В. Изгибание выпуклых поверхностей. — М.-Л.: ГИТТЛ, 1951.
2. Погорелов А. В. Внешняя геометрия выпуклых поверхностей. — М.: Наука, 1969. — 760 с.
3. Погорелов А. В. Многомерная проблема Минковского. — М.: Наука, 1975.
4. Погорелов А. В. Четвертая проблема Гильберта. — М.: Наука, 1974, 78 с.
5. Погорелов А. В. Многомерное уравнение Монжа-Ампера.
6. Погорелов А. В. Избранные труды. Том 1. Геометрия в целом. — К.: Наукова думка, 2008, 419 с. Том 2. Основания геометрии, механика, физика. — К.: Наукова думка, 2008, 398 с.
7. Pogorelov A.V. Die eindentige Bestimmung allgemeiner konvexer Flachen. — Berlin: Akad. Verl., 1956, 79 s.
8. Pogorelov A.V. Die Verbiegung konvexer Flachen. — Berlin: Verl., 1957, 135 s.
9. Pogorelov A.V. Einige Untersuchungen zur Riemannschen Geometrie «im Grossen» — Berlin: VEB Deutsch. Verl. Wiss., 1960, 71s.
10. Pogorelov A.V. Topics in the theory of surfaces in elliptic space — New York: Gordon and Breach, 1961. — 130 p.
11. Pogorelov A.V. Monge — Ampere equations of elliptic type. — Groningen: P. Noordhoff, 1964, 114 p.
12. Pogorelov A.V. Some results on surface theory in the large. — Advances math. — 1964. — 1, № 2. — P. 191—264.
13. Pogorelov A.V. Extrinsic geometry of convex surfaces. — Providence, R. I.: AMS, 1973, 665 p.
14. Pogorelov A.V. The Minkowski multidimensional problem. — Washington: Scripta, 1978, 106 p.
15. Pogorelov A.V. Hilbert's fourth problem. — Washington: Scripta, 1979, 97 p.
16. Pogorelov A.V. Bending of surfaces and stability of shells. — Providence, R. I., AMS, 1989, 77 p.
17. Pogorelov A.V. Multidimensional Monge-Ampere equation / Harwood Academic Publishers // Rev. in Math. And Math. Phys. — 1995. — 10. — 103 p.; Cambridge Scientific Publishers // Rev. in Math. And Math. Phys., 2009. — 110 p.
18. Pogorelov A.V. Busemann regular G-spaces / Harwood Academic Publishers // Rev. in Math. And Math. Phys. — 1998. — 10. — Part 4. — 102 p.
19. Pogorelov A.V. Differential geometry. — Groningen: P. Noordhoff, 1957, 172 p.: 2-nd ed. 1967.
20. Pogorelov A.V. Lectures on foundations of geometry. — Groningen: P. Noordhoff, 1966, 137 p.
21. Pogorelov A.V. Geometry (manual for higher school). Mir Publishers, Moscow, 1987, 312 p.
22. Pogorelov A.V. Analytical Geometry. Mir Publishers, Moscow, 1980

## Пам'ять
|                                                   |  |  |
| Ювілейна монета НБУ присвячена Олексію Погорєлову |  |  |

Одну з вулиць Харкова названо на честь академіка О. В. Погорєлова.
У 5 березня 2019 року до 100-річчя з дня народження вченого у Харкові було відкрито барельєф з пам'ятною дошкою на будинку, де тривалий час він жив разом зі своєю сім'єю (вулиця Юри Зойфера, 6)
У 2007 році НАН України заснувала премію імені О. В. Погорєлова за наукові досягнення в галузі геометрії і топології.
На честь О. В. Погорєлова названо астероїд 19919 Pogorelov.
3 червня 2019 року, до 100-річчя з дня народження вченого НБУ випустив ювілейну монети присвячену Олексію Погорєлову.